# Plaza Gerardo Barrios

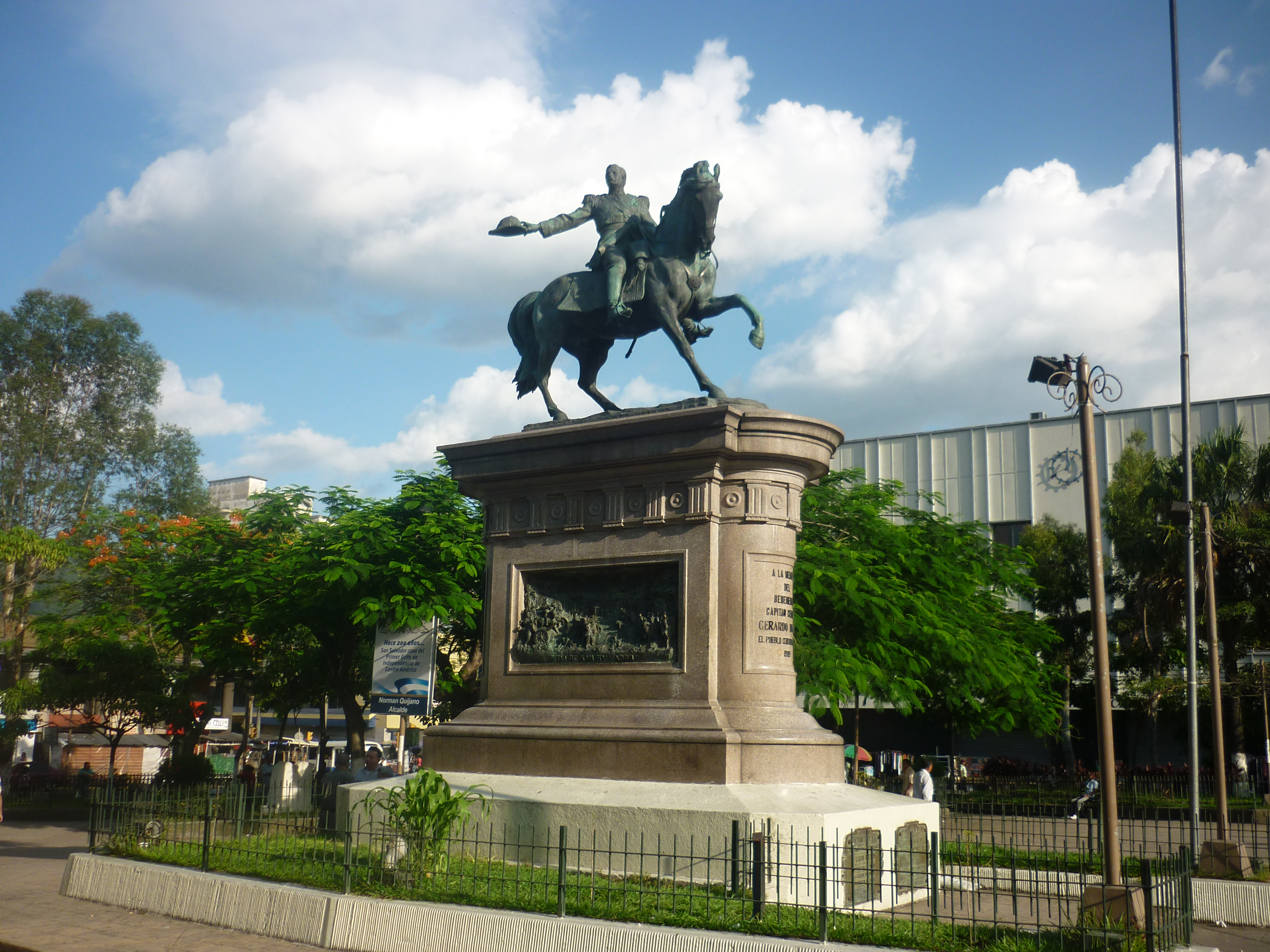

La Plaza Gerardo Barrios (auch bekannt als Plaza Cívica) ist ein historischer Platz im Zentrum der Stadt San Salvador. Der Platz ist ein Wahrzeichen von El Salvador, am ihm befindet sich auch der Palacio Nacional de El Salvador, die Kathedrale von San Salvador sowie die Nationalbibliothek El Salvadors.

## Geschichte
Bis zur Einweihung des Denkmales von Capitán General José Gerardo Barrios Espinoza, das den Ort dominiert, war der Platz auch als Plaza Cívica bekannt. 1909 wurde das Militärdenkmal enthüllt. Die rund 20 Meter hohe Reiterstatue aus Bronze auf einem Granitsockel mit dem Wappen von El Salvador und Szenen der Schlachten wurde von Francisco Durini erstellt. Das Konzept stammt von den Brüdern Antonio und Carlos Ezeta. 
Der Platz war auch der Schauplatz vieler historischer Momente wie zum Beispiel:
- der Anschlag auf den Präsidenten vom 4. Februar 1913, als vier Männer Manuel Enrique Araujo (1865–1913) mit Macheten angriffen, der Präsident verstarb fünf Tage später.
- die Unruhen von 30. März 1980 bei der Beerdigung von Bischof Oscar Romero, der 6 Tage zuvor während einer Messe von einem Scharfschützen erschossen wurde
- die Feier zum Ende des Bürgerkrieges am  2. Februar 1992

Im Jahr 1999 wurde der Platz umgestaltet und ein keramischer Bodenbelag und Grünanlage um das Denkmal angelegt.
Heute ist der Platz von öffentlichem Interesse und  der wichtigste Ort zur Feier des Schutzheiligen von San Salvador (5. und 6. August) und ein Ziel zahlreicher Paraden.